# Comic Life
Comic Life — це shareware програма призначена для створення коміксів у домашніх умовах, роблена plasq для Mac OS X та Windows.
Комікси можна створювати з підготовлених зображень або фотознімків, також можна підшивати фотознімки у одне зображення. Comic Life підтримує вебкамери та iSight, дозволяє додати зображення з вебкамери до коміксу швидко та легко.

## Основні функції
- Велика кількість шаблонів,
- Різноманітні шрифти, такі ж, які використовуються у коміксах,
- Багато видів хмарок, різних за формою та виглядом,
- Простий та інтуїтивно зрозумілий інтерфейс.

## Види поставки
Версія Standard коштує USD $24.95 та містить 7 шрифтів, 78 шаблонів та 78 стилів.
Версія Deluxe коштує USD $29.95 та містить 40 шрифтів, 322 шаблони та 180 стилів.

## Системні вимоги
Версія 1.34 чи вище для Windows потребує Windows XP SP1+ чи Vista.
Версія 1.41 для Mac OS X потребує Mac OS X 10.3.9+